# Frederico Paredes
Frederico Paredes (Lisbona, 31 gennaio 1889 – 4 novembre 1972) è stato uno schermidore portoghese, vincitore di una medaglia di bronzo nella scherma ai giochi olimpici.